# Estação Vallcarca

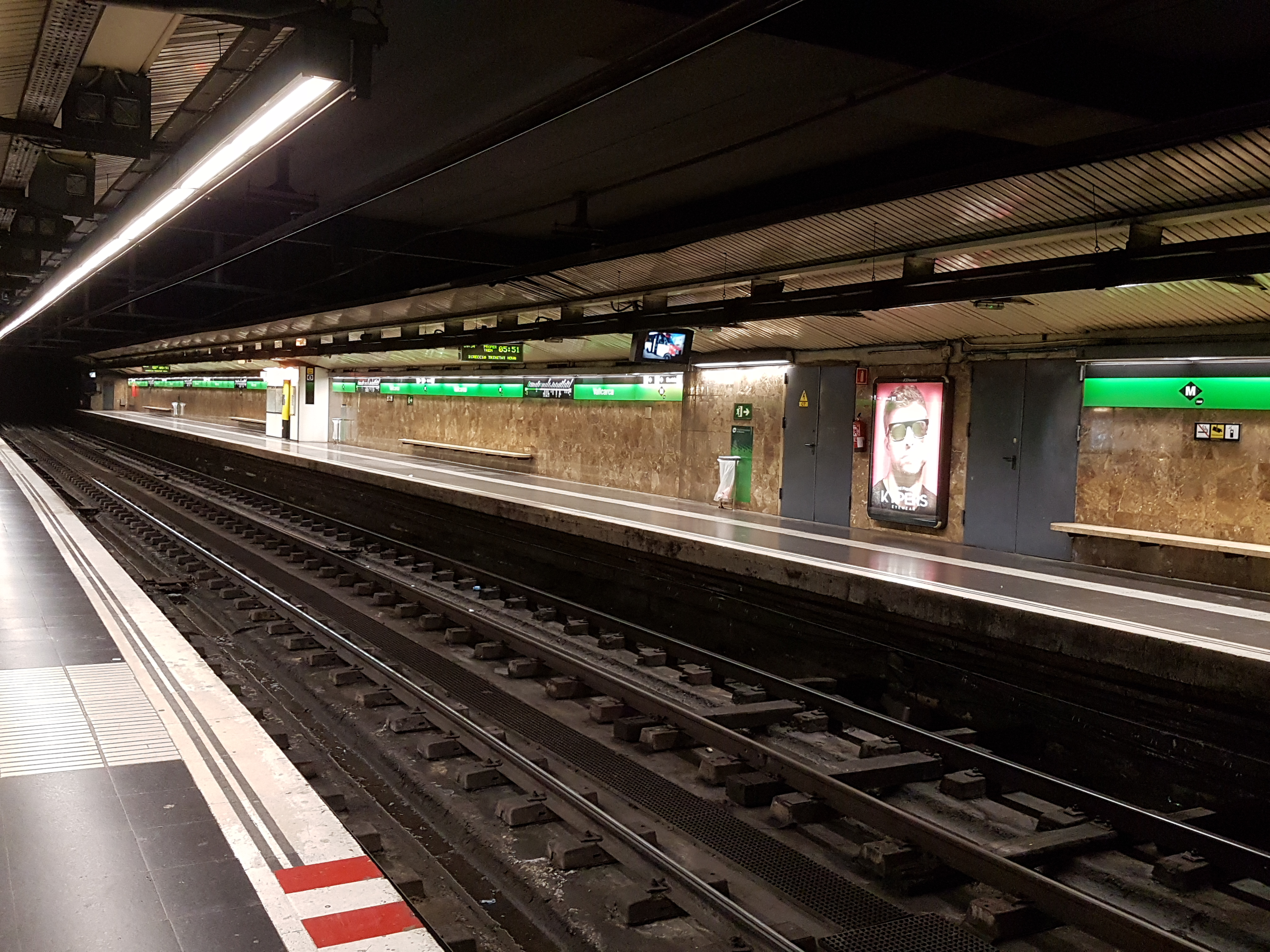
Plataforma de embarque e desembarque.

Vallcarca é uma estação da linha Linha 3 do Metro de Barcelona.

## História
A estação foi inaugurada em 1985, quando foi inaugurado o trecho da linha L3 entre as estações Lesseps e Montbau.

## Localização
A estação está localizada embaixo da Avinguda de Vallcarca (anteriormente conhecida como Avinguda de l'Hospital Militar), entre a Carrer de l'Argentera e a ponte Vallcarca. Possui três entradas e pode ser acessado tanto pela Avinguda de Vallcarca quanto pela Avinguda de la República Argentina. Possui plataformas laterais duplas com 93 metros de comprimento e que são acessadas a partir do saguão de entrada por escadas e escadas rolantes.